# Кубок Италии по футболу 2011/2012
Кубок Италии по футболу 2011—2012 — 64-й розыгрыш Кубка Италии по футболу. Турнир стартовал 6 августа 2011 года, а завершился 20 мая 2012 года финальным матчем на стадионе «Олимпийском стадионе» в Риме. В турнире приняли участие 78 итальянских клубов. В финале Наполи выиграл у Ювентус и в 4-й раз завоевал Кубок Италии. Наполи в финале выиграли у Ювентуса со счётом 2:0
Кавани 63'
Гамшик 83' ( ассист Пандев ) 

## Участники
| Серия A (20 команд) | Серия B (22 команды) | Серия С1/Серия С2 (27 команд) | Серия D (9 команд)                                                                                      |
| - Аталанта - Болонья - Дженоа - Интер - Кальяри - Катания - Кьево - Лацио - Лечче - Милан - Наполи - Новара - Палермо - Парма - Рома - Сиена - Удинезе - Фиорентина - Чезена - Ювентус | - Альбинолеффе - Асколи - Бари - Брешиа - Варезе - Эллас Верона - Виченца - Губбио - Гроссето - Кротоне - Ливорно - Модена - Ночерина - Падова - Пескара - Реджина - Сассуоло - Сампдория - Торино - Читтаделла - Эмполи - Юве Стабия | - Алессандрия - Авеллино - Барлетта - Беневенто - Виртус Ланчано - Карпи - Каррарезе - Комо - Л’Акуила - Латина - Лумеццане - Пиза - Портосуммага - Прато - Про Патрия - Пьяченца - Реджана - Сиракуза - Сорренто - Специя - Таранто - Трапани - Триестина - Тритиум - ФеральпиСало - Фоджа - Фрозиноне | - Баколи - Вогера - Казертана - Кастель Ригоне - Помильяно - Понтедера - Валле-д’Аоста - Терамо - Тамаи |

## Регламент
- Первый этап (одноматчевые противостояния):
  - Первый раунд: 36 команд из Серии С1, Серии С2 и Серии D начинают турнир;
  - Второй раунд: к 18 победителям первого раунда присоединяются 22 команды из Серии B;
  - Третий раунд: к 20 победителям второго этапа присоединяются 12 команд Серии A, посеянные под номерами 9—20;
  - Четвёртый раунд: 16 победителей третьего этапа встречаются между собой.
- Второй этап:
  - 1/8 финала: 8 победителей первого этапа встречаются с командами Серии A, посеянными под номерами 1—8 (одноматчевые противостояния);
  - Четвертьфиналы (одноматчевые противостояния);
  - Полуфиналы (двухматчевые противостояния).
- Финал.